# Solidaridad (España)
Solidaridad, oficialmente Sindicato para la Defensa de la Solidaridad con los Trabajadores de España (SPDSTE), es una organización sindical española vinculada al partido político Vox. Santiago Abascal, líder de esta formación, anunció la creación del sindicato el 5 de julio de 2020, y su fundación se llevó a cabo en septiembre del mismo año. Se presenta como una entidad al servicio de los ciudadanos españoles, afirmando ser apartidista y apolítico.

## Historia
El nombre es una referencia hacia el sindicato polaco Solidarność. El uso de esta denominación hizo que fueran demandados por Solidaridad Obrera, acusando a la organización de "tratar de colonizar el nombre de una organización sindical ya existente". Finalmente, el Tribunal Supremo autorizó el uso del nombre, considerando que se trataba de un término genérico y que no podría dar lugar a confusión entre ambos sindicatos.
En septiembre de 2020, durante la presentación del partido, Santiago Abascal afirmó que, a pesar de apoyar al sindicato, este se trataba de una organización independiente de Vox. Sin embargo, desde diciembre de 2020, el sindicato ha estado dirigido por Rodrigo Alonso, diputado de este partido en el parlamento andaluz por Almería. Nada más salir elegido Alonso, fue acusado por militantes de la organización Trabajadores de España (TRAES) de apropiarse de su proyecto para formar un sindicato afín a Vox que le comunicaron unos meses antes.
En mayo de 2023, la reivindicación de Solidaridad para suprimir los representantes sindicales de empresas inexistentes fue aprobada por las Cortes de Castilla y León tras ser apoyada por Vox.

### Huelga general
El 13 de noviembre de 2023, en el marco de la Ley de Amnistía, Solidaridad realizó una llamada a huelga general que se celebró el 24 de noviembre. A pesar de haber presentado la huelga en tiempo, al menos diez días antes, fue declarada ilegal debido a que su motivación era estrictamente política, y no estaba relacionada con reivindicaciones laborales. Además, difícilmente se podría considerar un sindicato implantado, lo cual también es un requisito para convocar una huelga general. Según Solidaridad, el motivo para hacer la huelga era denunciar la "supresión de derechos" de los trabajadores, las "políticas de recortes sociales" y la "desigualdad" en el seno del empleo debido a los independentistas.
Al día de la convocatoria, no logró el apoyo ni de los sindicatos mayoritarios (UGT y CCOO) ni el las organizaciones sindicales conservadoras como el CSIF o Asaja. La incidencia de la huelga fue prácticamente nula. Solo dos funcionarios del Estado de 4 782 secundaron la huelga durante el turno de noche, según la Administración General del Estado. Durante el turno de mañana, las cifras tampoco fueron considerables: de los 160 389 funcionarios, tan solo 1 956 secundaron la huelga, lo que supuso el 1,33% de estos. En Renfe ningún trabajador se sumó a la huelga. Respecto al sector privado, no hubo seguimiento por parte de la CEOE.
Por su parte, Juan García-Gallardo, vicepresidente de la Junta de Castilla y León, y tres consejeros de Vox despejaron su agenda para el día. Sin embargo, luego afirmó a través de su cuenta en X no estar en huelga, aunque mandó su apoyo a los huelguistas. Lo mismo sucedió en Valencia, donde los ediles de Vox también la secundaron, pero acudieron a su trabajo. En la Región de Murcia, la incidencia no llegó al 0,1% (48 de 62 000 trabajadores). Al igual que sucedió en Castilla y León, José Ángel Antelo acudió a su trabajo.
Los piquetes mandados a las fábricas y universidades españolas no lograron paralizarlas. En cambio, el sindicato publicó a través de sus redes sociales dos protestas a la que acudieron unas decenas de piquetes. Una frente a la sede central de la UGT, en Madrid, y otra en la sede que tiene CCOO en Cornellá de Llobregat. En esta última intentaron hacer creer que estaban en la sede central de Comisiones Obreras en Cataluña (situada en Barcelona). Las protestas transcurrieron sin incidentes.
Cerca de las diez de la noche de ese día, su secretario general aparecía en la protesta frente a Ferraz afirmando estar "muy satisfecho" del seguimiento de la huelga, sin dar cifras, pero diciendo que las que se habían publicado en los medios eran falsas.

## Organización

### Estructura y estatutos
Los estatutos de Solidaridad reflejan una estructura organizativa similar a la de Vox. Se caracteriza por una jerarquía piramidal con un secretario general en la cima, elegido por períodos de cuatro años sin límite de reelección. Este secretario general tiene amplios poderes, incluyendo la aprobación de secciones sindicales y asociaciones provinciales, la presidencia de la asamblea general y la elección de los miembros del comité de garantías. El sindicato también se distingue por centrarse exclusivamente en asociaciones provinciales, sin considerar las comunidades autónomas.
En marzo de 2025 se anunció que Jordi de la Fuente sería designado secretario general de Solidaridad, tras obtener el aval del aparato del partido. De la Fuente, que se afilió a VOX en 2019, había sido anteriormente dirigente del partido neonazi Movimiento Social Republicano y exsecretario de organización de la formación xenófoba Plataforma per Catalunya.

### Financiación
Solidaridad se financia principalmente a través de las cuotas de sus afiliados, las cuales varían según la situación laboral y personal del afiliado, con tarifas generales y reducidas. A pesar de las declaraciones iniciales de Abascal sobre la autofinanciación del sindicato, los estatutos permiten la recepción de donaciones, subvenciones y otras formas de financiación.
Aun así, desde su creación en 2020, en incumplimiento de la Ley de Transparencia, no ha hecho nunca pública sus fuentes de financiación ni sus cuentas.
La exsecretaria general de Vox, Macarena Olona, afirma que Solidaridad es solo una de las organizaciones que el partido usa para desviar fondos públicos.